# Shinnosuke Hatanaka
Shinnosuke Hatanaka (født 25. august 1995) er en japansk fodboldspiller, som spiller for den japanske fodboldklub Yokohama F. Marinos.